# レートー

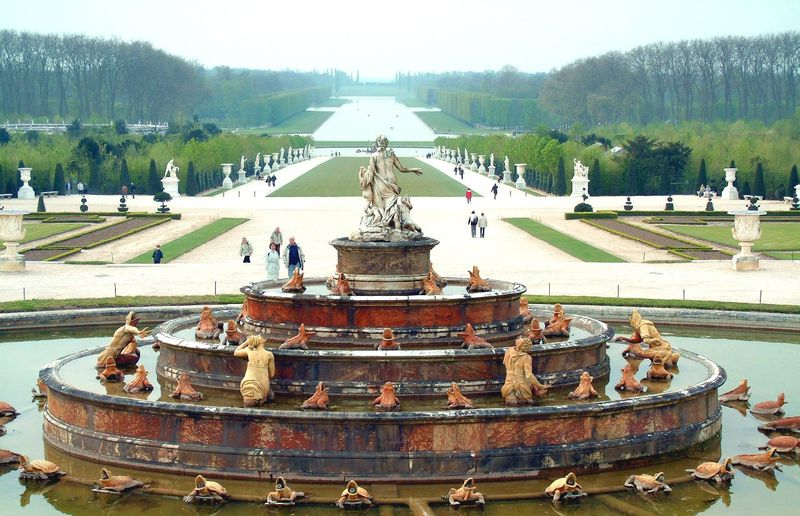
ヴェルサイユ宮殿のラトナの噴水

レートー（古希: Λητώ、古代ギリシア語ラテン翻字: Lētṓ）は、ギリシア神話に登場する女神である。ローマ神話ではラートーナ（ラテン語: Latona）。日本語では長母音を省略してレトとも表記する。ティーターン神族のコイオスとポイベーの娘で、アステリアーと姉妹である。ポーロスとポイベーの娘という説もある。ゼウスの子アポローン、アルテミスを生んだ。
レートーは黒衣をまとい、神々のうちで最も柔和な女神といわれる。鶉に変身したゼウスとの間に子アポローンとアルテミスを生んだために、ヘーラーの激しい嫉妬をかったとされる。

## 神話

### アポローンとアルテミスの出産
アポローンとアルテミスの出産の経緯については諸説ある。ヘーラーはレートーがゼウスの子を身ごもると、すべての土地にレートーに出産する場所を与えてはならないと命じ、イーリスとアレースに土地が命令に背かないように監視させた。あるいは太陽が一度でも照らしたことがある場所で出産してはならないと命じ、さらに蛇のピュートーンがレートーを追い回した。というのは予言によって、レートーの産む子が自分を殺害すると知っていたからである。このためレートーは出産できる土地を求めて放浪しなければならなかった。またヘーラーの命令によってティテュオスという巨人も彼女を襲ったが、ゼウスによって殺された。より特殊な説では、レートーは牝狼の姿となってヒュペルボレオイの国からやって来て出産したという。
ある時レートーはリュキアに立ち寄り、池の水を飲もうとすると、村人たちがそれを止めようとした。レートーは反論するが、村人たちは池に足を入れて泥を立たせ、水を飲ませまいとした。怒ったレートーは「この者たちがこの池から永遠に離れず、生涯をここで過ごすように」と願った。すると村人たちは蛙になり、泥沼に変わった池に住むようになった。
このような苦難に耐えて、まずオルテュギアー島でアルテミスを産み、さらにアルテミスに手を引かれてデーロス島に渡りアポローンを産んだ。アルテミスはそのとき助産婦としてレートーを助けた。より新しい神話ではアポローンとアルテミスはデーロス島で生まれたとされ、その場合、オルテュギアー島とデーロス島は同一視される。ヒュギーヌスはレートーをデーロス島に連れて行ったのはゼウスの命を受けた北風ボレアースで、ポセイドーンが彼女を保護し、ポセイドーンはヘーラーの言葉に違反しないように、デーロス島を波で覆ったという。
こうしてレートーはデーロス島のキュントス山に背もたれして、シュロの木（オリーブとも。）のそばでアポローンを出産した。ヘーラーがエイレイテュイアを引き止めていたために、9日9晩にも及ぶ難産だった。それを見かねたイーリスがエイレイテュイアを連れて来た事により、出産は成功した。この出産にはディオーネー、レアー、テミス、アムピトリーテーなどの女神が立会い、アポローンが生まれると彼女らは歓声を上げ、大地は微笑み、天空には白鳥がめぐった。アルテミスは出産時、母に苦痛を与えなかったので、産褥に苦しむ女性の守護神となった。アポローンは生まれるとピュートーンを殺したとも、ヒュペルボレオイの地に運ばれたともいわれる。デーロスはレートーの身悶えによって海底に根を張ったとも、海底から4本の柱が延びてきて支えられたと伝えられる。

### その他の神話
テーバイ王アムピーオーンの妻ニオベーが2人しか子供を産んでいないレートーに対し、自分の方が多くの子供を生んだと自慢をした。レートーはこれに怒り、アポローンとアルテミスに命じてニオベーの子供たちを射殺させた。

## レートーの起源
レートーの起源は小アジアのカーリア地方で崇拝されていた大女神ラーダーとされる。この女神はクレーテー島東部の古都ラトに伝わり、アポローン、アルテミスとともに信仰された。レートー崇拝はその後も子供たちに付随する形で行われた。ギリシア神話最高の美女ヘレネーの母レーダーはレートーの一変形とする説もある。